# سجاوند
سَجاوَند قریه‌ای (روستایی) در افغانستان است که در وُلِسوالی (شهرستان) بَرَکی بَرَک ولایت لوگَر واقع شده‌است.